# Alison Lapper

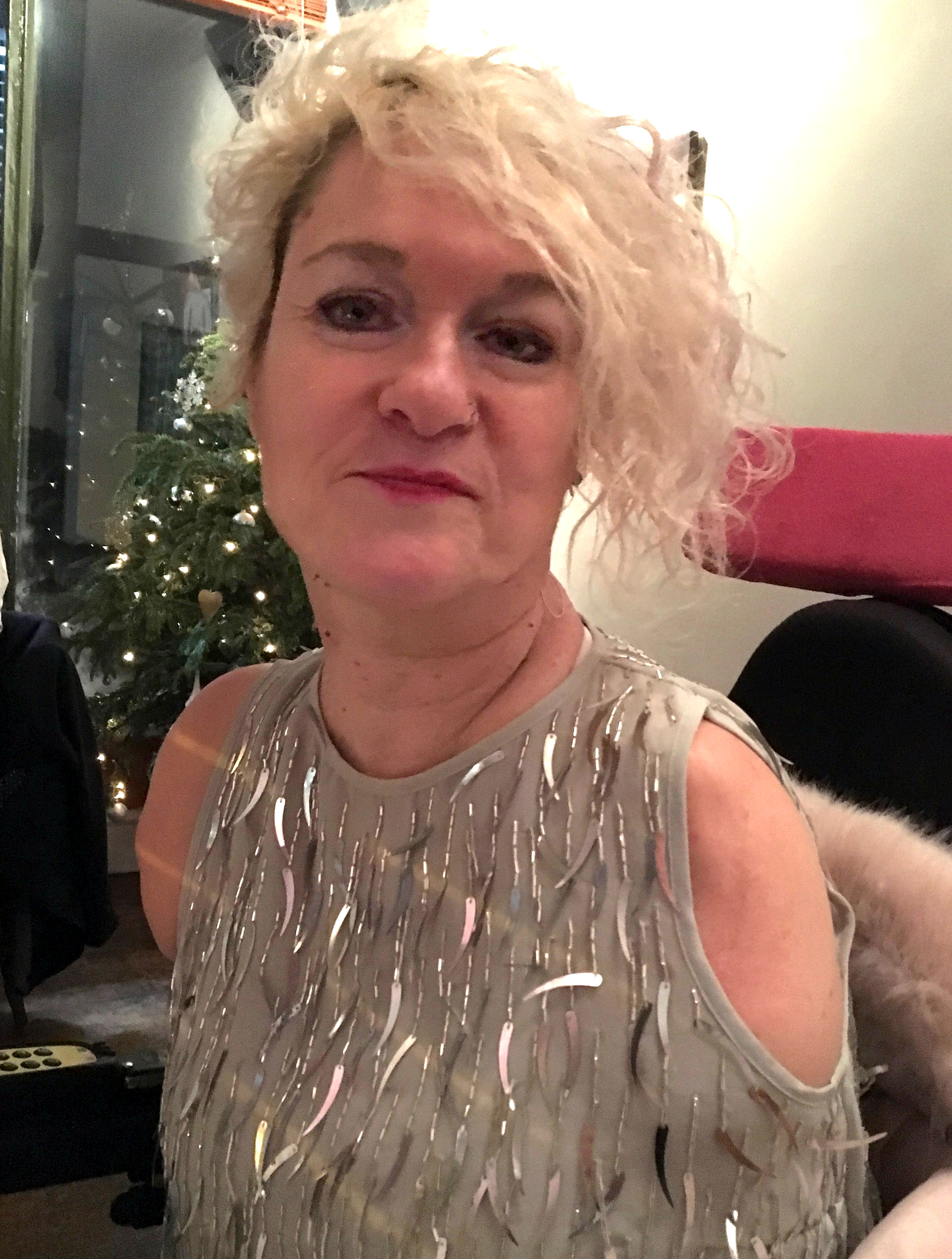
Alison Lapper (2018)

Alison Lapper MBE (* 7. April 1965 in Burton upon Trent, Staffordshire) ist eine englische Künstlerin, die ohne Arme geboren wurde. Sie ist zudem Sujet des Werks Alison Lapper Pregnant, das bis Ende 2007 auf dem Trafalgar Square ausgestellt war.

## Leben und Werk
Alison Lapper hat Phokomelie und wurde ohne Arme und mit verkürzten Beinen geboren. Seit ihrer Kindheit lebte sie in Heimen und konnte zu ihrer Verwandtschaft nur wenig Kontakt aufbauen. Die Mutter sah ihr Kind zum letzten Mal im Alter von vier Monaten; später söhnte sich Lapper mit ihr aus.
Als sie Armprothesen angepasst bekam, empfand sie diese nicht als hilfreich, sondern als den Versuch, ihre Erscheinung weniger verstörend wirken zu lassen; sie lehnte sie ab und lernte ohne künstliche Hilfen zu leben. Im Alter von 19 Jahren verließ Lapper das Heim und zog nach London, wo sie den Führerschein erwarb. Lapper studierte an der University of Brighton und erwarb 1994 einen Abschluss erster Klasse in Bildender Kunst.
Lapper nutzt Fotografie, Computergrafik und Malerei in ihren Werken, die, wie sie es ausdrückt, Fragen über die physische Normalität und über die Schönheit stellen. Sie malt mit dem Mund. Besonderen Einfluss gewann die Skulptur Venus von Milo, die für Lapper etwas über Ähnlichkeiten zwischen dem idealisierten weiblichen Bild und Lappers Körper aussagt. Sie hat an verschiedenen britischen Kunstausstellungen teilgenommen, zum Beispiel in der Royal Festival Hall. Sie ist Mitglied der Vereinigung der Mund- und Fussmalenden Künstler. Im Mai 2003 wurde Lapper der MBE für ihre künstlerische Arbeit verliehen.
Nach der Geburt ihres Sohns Parys 1999, der ohne körperliche Versehrtheit zur Welt kam, erarbeitete sie eine Installation aus Fotografien, die sie zusammen mit ihm zeigen.

## Marc Quinns Skulptur

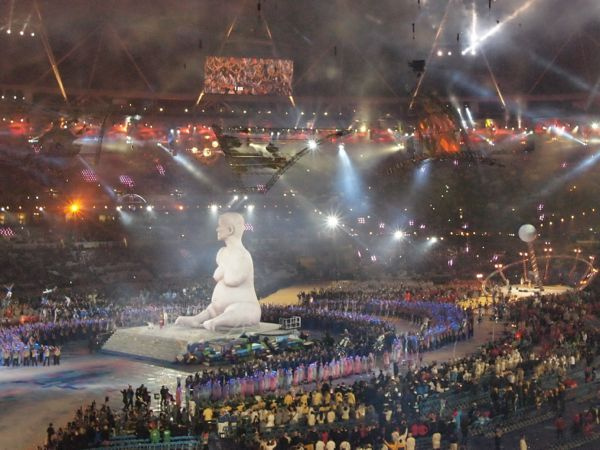
Nachbildung von Alison Lapper Pregnant in der Eröffnungszeremonie der Paralympischen Spiele 2012

Lapper posierte für den Bildhauer Marc Quinn und dessen Skulptur Alison Lapper Pregnant. Diese wurde am 15. September 2005 auf dem vierten Pfeiler des Trafalgar Squares aufgestellt, der einige Zeit leer gestanden hatte. Die 15 Tonnen schwere Statue besteht aus Carrara-Marmor und zeigt Lapper nackt und hochschwanger. Die Plinthenkommission „Fourth Plinth Commissioning Group“ tauschte Alison Lapper Pregnant im Jahre 2007 durch Thomas Schüttes Model for a Hotel 2007 aus. Der lange Zeit unbenutzte nordwestliche Sockel ist für wechselnde Objekte vorgesehen.